# Romanian International 2013
Die Romanian International 2013 fanden vom 14. bis zum 17. März 2013 in Timișoara statt. Es war die 15. Austragung dieser internationalen Meisterschaften von Rumänien im Badminton.

## Austragungsort
- Complexul Sportiv Banu Sport, FC Ripensia Street 33

## Sieger und Platzierte
| Disziplin    | Gold                             | Silber                             | Bronze                                     |
| ------------ | -------------------------------- | ---------------------------------- | ------------------------------------------ |
| Herreneinzel | Takuto Inoue                     | Lucas Corvée                       | Indra Bagus Ade Chandra                    |
| Herreneinzel | Takuto Inoue                     | Lucas Corvée                       | Vitaly Konov                               |
| Dameneinzel  | Beatriz Corrales                 | Kim Na-young                       | Ryu Young-seo                              |
| Dameneinzel  | Beatriz Corrales                 | Kim Na-young                       | Maja Tvrdy                                 |
| Herrendoppel | Takuto Inoue Yūki Kaneko         | Quentin Vincent Sébastien Vincent  | Choi Sol-gyu Park Se-woong                 |
| Herrendoppel | Takuto Inoue Yūki Kaneko         | Quentin Vincent Sébastien Vincent  | Kevin Dennerly-Minturn Oliver Leydon-Davis |
| Damendoppel  | Irina Khlebko Ksenia Polikarpova | Natalya Voytsekh Yelyzaveta Zharka | Han Ga-hee Kim Hye-rin                     |
| Damendoppel  | Irina Khlebko Ksenia Polikarpova | Natalya Voytsekh Yelyzaveta Zharka | Eo Yeon-woo Kang Ji-young                  |
| Mixed        | Choi Sol-gyu Kim Hye-rin         | Ramazan Öztürk Neslihan Kılıç      | Vitaly Konov Yelyzaveta Zharka             |
| Mixed        | Choi Sol-gyu Kim Hye-rin         | Ramazan Öztürk Neslihan Kılıç      | Park Kyung-hoon Eo Yeon-woo                |